# Ramona Storm
Ramona Storm (* 1958 in Kyritz) ist eine deutsche Politikerin der AfD. Seit 2023 ist sie Abgeordnete im Bayerischen Landtag.

## Leben
Storm wurde 1958 in Kyritz in der damaligen DDR geboren. 1974 schloss sie die dortige POS mit der 10. Klasse ab und machte anschließend eine Ausbildung zum Facharbeiter für Post- und Fernmeldewesen in Rostock. Bis 1989 arbeitete sie in Rostock bei der Post, nach der Wende in der DDR zog sie nach Aschaffenburg. 1996 schloss sie dort eine Ausbildung zur Krankenschwester ab und arbeitete von 1997 bis zur Rente als Krankenschwester.
2018 trat Storm in die AfD ein, sie ist Mitglied im Vorstand des Kreisverbands Aschaffenburg. Von 2020 bis 2023 saß sie für die AfD im Stadtrat von Aschaffenburg.
Bei der Landtagswahl am 8. Oktober 2023 trat sie im Stimmkreis Miltenberg an und erhielt mit 16,1 % das zweitbeste Erststimmenergebnis nach dem Sieger Martin Stock (CSU), der 41,7 % erhielt. Zusammen mit den Zweitstimmen im Wahlkreis Unterfranken erhielt sie das viertbeste Ergebnis der AfD in Unterfranken und wurde damit in den Landtag gewählt, dem sie seit dem 30. Oktober 2023 angehört.
Im Bayerischen Landtag ist Storm Mitglied in den Ausschüssen für Bildung und Kultus sowie für Fragen des öffentlichen Dienstes. Im Juli 2024 hob der bayerische Landtag gegen die Stimmen der AfD die Immunität von zwei Abgeordneten der AfD auf, laut BR24 soll Storm eine dieser Abgeordneten sein.
Storm war verheiratet, hat vier Kinder und mehrere Enkel. Sie betrachtet sich als „konfessionslose, aber überzeugte Christin“.